# Asciminib
Asciminib, comercializado bajo la marca Scemblix, es un medicamento utilizado para tratar la leucemia mieloide crónica, que es positiva para el cromosoma Filadelfia.  Este medicamento se utiliza cuando otros medicamentos han fallado.  Este medicamento se toma por vía oral dos veces al día. 
Los efectos secundarios de este medicamento incluyen infecciones del tracto respiratorio superior, dolor musculoesquelético, dolor de cabeza, cansancio, náuseas, sarpullido y diarrea;  otros efectos secundarios pueden incluir supresión de la médula ósea, pancreatitis, presión arterial alta, reacciones alérgicas y enfermedades cardíacas.  El  uso de este medicamento durante el embarazo puede dañar al bebé.  Es un inhibidor de la tirosina quinasa específicamente de la tirosina quinasa BCR::ABL1 . 
Este medicamento fue aprobado para uso médico en los Estados Unidos en 2021 y en Europa en 2022.   En el Reino Unido, el NHS cuesta 4050 libras esterlinas por 30 días a dosis de 40 mg dos veces al día .  En Estados Unidos esta cantidad cuesta alrededor de 18.500 dólares. 